# Omiodes anastrepta
Omiodes anastrepta là một loài bướm đêm trong họ Crambidae.